# Доровских, Владимир Анатольевич
Владимир Анатольевич Доровских (1942—2020) — советский и российский учёный, педагог и организатор науки в области медицины, доктор медицинских наук, профессор. Заслуженный деятель науки Российской Федерации (1995). Почётный гражданин Благовещенска (2002). Ректор Амурской государственной медицинской академии (1986—2011).

## Биография
Родился 28 августа 1942 года в посёлке Умальта Хабаровского края.
С 1960 по 1965 год обучался в Благовещенском государственном медицинском институте, по окончании которого получил квалификацию врача. С 1965 по 1968 год проходил обучение в аспирантуре по кафедре фармакологии.
С 1968 по 2020 год на педагогической работе в Амурской государственной медицинской академии: с 1968 по 1978 годы ассистент, доцент и профессор кафедры фармакологии. С 1978 по 1985 год — декан лечебного факультета, с 1985 по 1986 год — проректор по учебной работе. С 1986 по 2011 год — ректор Амурской государственной медицинской академии, с 2011 по 2012 год — проректор по лечебной работе. С 2012 по 2020 год — профессор кафедры госпитальной терапии с курсом фармакологии.
Помимо основной деятельности В. А. Доровских занимался и общественной работой: с 2008 по 2020 год — заместитель секретаря Общественной палаты Амурской области и руководителем Совета по этике, регламенту и организации работы. Действительный член-академик Нью-Йоркской академии наук, Медико-технической академии, Международной тихоокеанской медицинской академии и Петровской академии наук и искусств. Был действительным член-корреспондентом Славянской международной академии. Являлся почётным членом: Генеральной ассамблеи Польской медицинской академии, Всемирной медицинской академии имени Альберта Швейцера, Международного биологического центра Кембрижда и Медицинского колледжа города Осака.
Под руководством и при непосредственном участии В. А. Доровских была создана научная школа по исследованию новых лекарственных средств и были внедрены в клиническую практику новые препараты, облегчающие адаптацию к холодному климату. В. А. Доровских являлся автором более 800 научных работ, 20 монографий и учебных пособий, был автором более 30 авторских патентов и свидетельств на изобретения. Под руководством В. А. Доровских было подготовлено более 52 кандидатов и докторов наук.
15 июня 1995 года Указом Президента России «За заслуги в научной деятельности» Владимир Анатольевич Доровских был удостоен почётного звания — Заслуженный деятель науки Российской Федерации
В 2002 году Владимиру Анатольевичу Доровских было присвоено почётное звание — Почётный гражданин Благовещенска.
Скончался 22 декабря 2020 года в Благовещенске от коронавирусной инфекции.

## Память
27 июня 2024 года в сквере по адресу Зеленая, 30 в Благовещенске состоялось торжественное открытие бюста Владимира Анатольевича.

## Награды
- Орден «За заслуги перед Отечеством» IV степени (1995) — за большой вклад в развитие здравоохранения, подготовку высококвалифицированных медицинских работников и многолетнюю добросовестную работу»[7]
- Орден Почёта (1999)[8]
- Медаль «За трудовую доблесть»[4]
- Медаль «За трудовое отличие»[4]
- Почётная грамота Президента Российской Федерации (9 февраля 2013) — за достигнутые трудовые успехи и многолетнюю добросовестную работу

### Звания
- Заслуженный деятель науки Российской Федерации (1995[3])
- Почётный работник высшего профессионального образования Российской Федерации[4]
- Почётный гражданин Благовещенска (2002[4][9])